# نات دياز
ناثان دونالد دياز (بالإنجليزية: Nathan Donald Diaz؛ مواليد 16 أبريل 1985) هو مُقاتل فنون قتالية مختلطة وملاكم أمريكي محترف وهو حاليًا وكيل حر. يُعرف دياز بشكل خاص بالوقت الذي قضاه في القتال في يو إف سي، حيث قاتل لأكثر من 15 عامًا بعد فوزه ببطولة المقاتل النهائي 5. قبل توقيعه مع يو إف سي، نافس دياز في وورلد إكستريم كايج فايتينج والقوة الضاربة وبانكريس. حصل دياز على ثالث أكبر عدد من جوائز المكافآت في يو إف سي، بإجمالي 16 جائزة.

## الخلفية
ابن ميليسا (اسم الولادة وومبل) وروبرت دياز، ولد من أصول مكسيكية وإنجليزية ونشأ في ستوكتون، كاليفورنيا، مع شقيقه نيك وشقيقته نينا. نشأ في لودي، كاليفورنيا وتلقى تعليمه في مدرسة توكاي الثانوية. في سن الحادية عشرة، بدأ التدريب على فنون الدفاع عن النفس مع شقيقه نيك.

## مسيرته في فنون القتال المختلطة

### مسيرته المبكرة
قبل مسيرته الرسمية في فنون القتال المختلطة، شارك دياز في نزال فنون قتالية المختلطة بالقبضة العارية ضد روبرت ليمون في 20 يوليو 2002، في سن السابعة عشر. ظهرت لقطات من القتال منذ ذلك الحين ويُعتقد أنها كانت تجربته التنافسية الأولى.

## مسيرته في الملاكمة

### دياز ضد بول
بعد أن أصبح وكيلًا حرًا، قرر دياز دخول رياضة الملاكمة. في 12 أبريل 2023، أُعلن أن دياز سيخوض أول نزال احترافي له في الملاكمة ضد جيك بول. أُقيم النزال في 5 أغسطس 2023 في مركز الخطوط الجوية الأمريكية في دالاس، تكساس. هزم بول دياز بقرار القضاة بالإجماع بنتيجة 98–91 و98–91 و97–92.

### دياز ضد ماسفيدال
في 13 مارس 2024، أُعلن أن دياز سيواجه خورخي ماسفيدال في 1 يونيو 2024 في منتدى كيا في لوس أنجلوس، كاليفورنيا في نزال من 10 جولات في وزن خفيف الثقيل. في 7 مايو 2024، أُفيد أنه تم إعادة جدولة النزال إلى 6 يوليو 2024 في هوندا سنتر في آناهايم، كاليفورنيا. في 13 مايو 2024، تم تأكيد موعد الحدث الجديد في 6 يوليو 2024. فاز دياز بالنزال بقرار القضاة بالأغلبية.

#### الدعوى القضائية ضد فانميو
بعد نزال الملاكمة مع خورخي ماسفيدال، رفع دياز دعوى قضائية ضد نادي فانميو ومالكه، سولومون إنجل، بتهمة الاحتيال وخرق العقد؛ زاعمًا أنه لم يتقاض سوى مليون دولار من إجمالي 10 ملايين دولار التي وُعد بها.

## البطولات والإنجازات
- يو إف سي
  - الفائز بالمقاتل النهائي 5
  - قتال الليلة (ثمان مرات) ضد جوش نير، كلاي غويدا، جو ستيفنسون، ماركوس ديفيس، دونالد سيروني، مايكل جونسون، وكونر ماكغريغور (2) 
    - بالشراكة (فرانكي إدغار وجاستن غيثي) ثالث أكبر عدد من مكافآت قتال الليلة في تاريخ يو إف سي (8)

  - أفضل ضربة قاضية في الليلة (مرة واحدة) ضد غراي ماينارد 
  - أداء الليلة (مرتين) ضد كونر ماكغريغور وتوني فيرغسون
  - إخضاع الليلة (خمس مرات) آلفين روبنسون، كورت بيليجرينو، ملفين جيلارد، تاكانوري جومي، وجيم ميلر
    - ثالث أكثر مقاتل حصولاً على مكافآت ما بعد القتال في تاريخ يو إف سي (16)[26]

  - بالشراكة (جو لوزون وإسلام ماخاشيف) صاحب ثالث أكبر عدد من الانتصارات في تاريخ فئة الوزن الخفيف في يو إف سي (7)[27]
  - بالشراكة (رويس غراسي وجيرالد ميرشارت) رابع أكبر عدد من عمليات الإخضاعات في تاريخ يو إف سي (10)[26]
  - خامس أكبر عدد من الضربات في تاريخ يو إف سي (2487)[26]
  - بالشراكة (نيك لينتز) رابع أكثر محاولات إخضاع في تاريخ يو إف سي (26)[26]
- إم إم إيه جونكي
  - قتال شهر مارس 2016 ضد كونر ماكغريغور[28]
  - قتال شهر أغسطس 2016 ضد كونر ماكغريغور[29]
  - قتال شهر نوفمبر 2019 ضد خورخي ماسفيدال[30]
- شيردوغ
  - فريق أول فايولنس 2011[31]
- جوائز فنون القتال المختلطة العالمية
  - أفضل إخضاع لعام 2016 ضد كونر ماكغريغور في حدث يو إف سي 196[32]
- النشرة الإخبارية للمصارعة
  - عداوة العام 2016 ضد كونر ماكغريغور[33]

## سجل فنون القتال المختلطة
| السجل المهني |        |          |
| 34 نزال      | 21 فوز | 13 خسارة |
| ضربة قاضية   | 5      | 2        |
| إخضاع        | 12     | 1        |
| قرار القضاة  | 4      | 10       |

| النتيجة | السجل | الخصم             | الطريقة                               | الحدث                                                      | التاريخ        | الجولة | الوقت | المكان                                      | الملاحظات                                             |
| ------- | ----- | ----------------- | ------------------------------------- | ---------------------------------------------------------- | -------------- | ------ | ----- | ------------------------------------------- | ----------------------------------------------------- |
| فاز     | 21–13 | توني فيرغسون      | إخضاع (خنق المقصلة)                   | يو إف سي 279                                               | 10 سبتمبر 2022 | 4      | 2:52  | لاس فيغاس، نيفادا، الولايات المتحدة         | أداء الليلة.                                          |
| خسر     | 20–13 | ليون إدواردز      | قرار القضاة (بالإجماع)                | يو إف سي 263                                               | 12 يونيو 2021  | 5      | 5:00  | غلانديل، أريزونا، الولايات المتحدة          |                                                       |
| خسر     | 20–12 | خورخي ماسفيدال    | ضربة فنية قاضية (إيقاف الطبيب)        | يو إف سي 244                                               | 2 نوفمبر 2019  | 3      | 5:00  | مدينة نيويورك، نيويورك، الولايات المتحدة    | على لقب «بي إم إف» الرمزي.                            |
| فاز     | 20–11 | أنطوني باتيس      | قرار القضاة (بالإجماع)                | يو إف سي 241                                               | 17 أغسطس 2019  | 3      | 5:00  | آناهايم، كاليفورنيا، الولايات المتحدة       |                                                       |
| خسر     | 19–11 | كونر ماكغريغور    | قرار القضاة (بالأغلبية)               | يو إف سي 202                                               | 20 أغسطس 2016  | 5      | 5:00  | لاس فيغاس، نيفادا، الولايات المتحدة         | قتال الليلة.                                          |
| فاز     | 19–10 | كونر ماكغريغور    | إخضاع (خنق خلفي عاري)                 | يو إف سي 196                                               | 5 مارس 2016    | 2      | 4:12  | لاس فيغاس، نيفادا، الولايات المتحدة         | العودة إلى وزن الوسط. أداء الليلة. قتال الليلة.       |
| فاز     | 18–10 | مايكل جونسون      | قرار القضاة (بالإجماع)                | يو إف سي على فوكس: دوس أنجوس ضد كاوبوي 2                   | 19 ديسمبر 2015 | 3      | 5:00  | أورلاندو، فلوريدا، الولايات المتحدة         | قتال الليلة.                                          |
| خسر     | 17–10 | رافاييل دوس أنجوس | قرار القضاة (بالإجماع)                | يو إف سي على فوكس: دوس سانتوس ضد ميوتيتش                   | 13 ديسمبر 2014 | 3      | 5:00  | فينيكس، أريزونا، الولايات المتحدة           | نزال في وزن غير محدد (160.5 رطل)؛ دياز أخفق بالوزن.   |
| فاز     | 17–9  | غراي ماينارد      | ضربة فنية قاضية (باللكمات)            | المقاتل النهائي: نهائي فريق روزي ضد فريق تيت               | 30 نوفمبر 2013 | 1      | 2:38  | لاس فيغاس، نيفادا، الولايات المتحدة         | أفضل ضربة قاضية لليلة.                                |
| خسر     | 16–9  | جوش طومسون        | ضربة فنية قاضية (ركلة للرأس واللكمات) | يو إف سي على فوكس: هندرسون ضد ميلينديز                     | 20 أبريل 2013  | 2      | 3:44  | سان خوسيه، كاليفورنيا، الولايات المتحدة     |                                                       |
| خسر     | 16–8  | بونسون هاندرسون   | قرار القضاة (بالإجماع)                | يو إف سي على فوكس: هندرسون ضد دياز                         | 8 ديسمبر 2012  | 5      | 5:00  | سياتل، واشنطن، الولايات المتحدة             | على لقب بطولة يو إف سي للوزن الخفيف.                  |
| فاز     | 16–7  | جيم ميلر          | إخضاع (خنق المقصلة)                   | يو إف سي على فوكس: دياز ضد ميلر                            | 5 مايو 2012    | 2      | 4:09  | شرق راذرفورد، نيوجيرسي، الولايات المتحدة    | إخضاع الليلة.                                         |
| فاز     | 15–7  | دونالد سيروني     | قرار القضاة (بالإجماع)                | يو إف سي 141                                               | 30 ديسمبر 2011 | 3      | 5:00  | لاس فيغاس، نيفادا، الولايات المتحدة         | قتال الليلة.                                          |
| فاز     | 14–7  | تاكانوري جومي     | إخضاع (شريط الذراع)                   | يو إف سي 135                                               | 24 سبتمبر 2011 | 1      | 4:27  | دنفر، كولورادو، الولايات المتحدة            | العودة للوزن الخفيف. إخضاع الليلة.                    |
| خسر     | 13–7  | روري ماكدونالد    | قرار القضاة (بالإجماع)                | يو إف سي 129                                               | 30 أبريل 2011  | 3      | 5:00  | تورنتو، أونتاريو، كندا                      |                                                       |
| خسر     | 13–6  | دونغ هيون كيم     | قرار القضاة (بالإجماع)                | يو إف سي 125                                               | 1 يناير 2011   | 3      | 5:00  | لاس فيغاس، نيفادا، الولايات المتحدة         |                                                       |
| فاز     | 13–5  | ماركوس ديفيس      | إخضاع فني (خنق المقصلة)               | يو إف سي 118                                               | 28 أغسطس 2010  | 3      | 4:02  | بوسطن، ماساتشوستس، الولايات المتحدة         | قتال الليلة.                                          |
| فاز     | 12–5  | روري ماركهام      | ضربة فنية قاضية (باللكمات)            | يو إف سي 111                                               | 27 مارس 2010   | 1      | 2:47  | نيوآرك، نيو جيرسي، الولايات المتحدة         | العودة إلى وزن الوسط؛ ماركهام فشل في الوزن (177 رطل). |
| خسر     | 11–5  | غراي ماينارد      | قرار القضاة (بالانقسام)               | يو إف سي ليلة القتال: ماينارد ضد دياز                      | 11 يناير 2010  | 3      | 5:00  | فيرفاكس، فيرجينيا، الولايات المتحدة         |                                                       |
| فاز     | 11–4  | ملفين جيلارد      | إخضاع (خنق المقصلة)                   | يو إف سي ليلة القتال: دياز ضد جيلارد                       | 16 سبتمبر 2009 | 2      | 2:13  | أوكلاهوما سيتي، أوكلاهوما، الولايات المتحدة | إخضاع الليلة.                                         |
| خسر     | 10–4  | جو ستيفنسون       | قرار القضاة (بالإجماع)                | المقاتل النهائي: نهائي الولايات المتحدة ضد المملكة المتحدة | 20 يونيو 2009  | 3      | 5:00  | لاس فيغاس، نيفادا، الولايات المتحدة         | قتال الليلة.                                          |
| خسر     | 10–3  | كلاي غويدا        | قرار القضاة (بالانقسام)               | يو إف سي 94                                                | 31 يناير 2009  | 3      | 5:00  | لاس فيغاس، نيفادا، الولايات المتحدة         | قتال الليلة.                                          |
| فاز     | 10–2  | جوش نير           | قرار القضاة (بالانقسام)               | يو إف سي ليلة القتال: دياز ضد نير                          | 17 سبتمبر 2008 | 3      | 5:00  | أوماها، نبراسكا، الولايات المتحدة           | قتال الليلة.                                          |
| فاز     | 9–2   | كورت بيليجرينو    | إخضاع (خنق المثلث)                    | يو إف سي ليلة القتال: فلوريان ضد لوزون                     | 2 أبريل 2008   | 2      | 3:06  | مقاطعة بورمفيلد، كولورادو، الولايات المتحدة | إخضاع الليلة.                                         |
| فاز     | 8–2   | آلفين روبنسون     | إخضاع (خنق المثلث)                    | يو إف سي ليلة القتال: سويك ضد بوركمان                      | 23 يناير 2008  | 1      | 3:39  | لاس فيغاس، نيفادا، الولايات المتحدة         | إخضاع الليلة.                                         |
| فاز     | 7–2   | جونيور أسونساو    | إخضاع (خنق المقصلة)                   | يو إف سي ليلة القتال: توماس ضد فلوريان                     | 19 سبتمبر 2007 | 1      | 4:10  | لاس فيغاس، نيفادا، الولايات المتحدة         |                                                       |
| فاز     | 6–2   | ماني غامبوريان    | ضربة فنية قاضية (إصابة في الكتف)      | المقاتل النهائي: نهائي فريق بولفر ضد فريق بن               | 23 يونيو 2007  | 2      | 0:20  | لاس فيغاس، نيفادا، الولايات المتحدة         | فاز بلقب بطولة المقاتل النهائي 5 للوزن الخفيف.        |
| خسر     | 5–2   | هيرميس فرانكا     | إخضاع (شريط الذراع)                   | دبليو إيه سي 24                                            | 12 أكتوبر 2006 | 2      | 2:46  | ليمووري، كاليفورنيا، الولايات المتحدة       | على لقب بطولة دبليو إيه سي للوزن الخفيف.              |
| فاز     | 5–1   | دينيس ديفيس       | إخضاع (قفل المفتاح)                   | كأس المحارب 1                                              | 12 أغسطس 2006  | 1      | 2:00  | ستوكتون، كاليفورنيا، الولايات المتحدة       | فاز بلقب بطولة دبليو سي للوزن الخفيف.                 |
| فاز     | 4–1   | جو هيرلي          | إخضاع (خنق المثلث)                    | دبليو إيه سي 21                                            | 15 يونيو 2006  | 2      | 2:03  | هايلاند، كاليفورنيا، الولايات المتحدة       | نزال في وزن غير محدد (160 رطل).                       |
| فاز     | 3–1   | جيلبرت رايل       | ضربة فنية قاضية (باللكمات)            | دبليو إيه سي 20                                            | 5 مايو 2006    | 1      | 3:35  | ليمووري، كاليفورنيا، الولايات المتحدة       |                                                       |
| فاز     | 2–1   | توني جواريس       | ضربة فنية قاضية (باللكمات)            | القوة الضاربة: شامروك ضد جرايسي                            | 10 مارس 2006   | 1      | 3:23  | سان خوسيه، كاليفورنيا، الولايات المتحدة     | العودة للوزن الخفيف.                                  |
| خسر     | 1–1   | كوجي أويشي        | قرار القضاة (بالإجماع)                | بانكريس: نهائيات بطولة الدم الجديد لعام 2005               | 27 أغسطس 2005  | 3      | 5:00  | طوكيو، اليابان                              | الظهور الأول في وزن الوسط.                            |
| فاز     | 1–0   | أليخاندرو جارسيا  | إخضاع (خنق المثلث)                    | دبليو إيه سي 12                                            | 21 أكتوبر 2004 | 3      | 2:17  | ليمووري، كاليفورنيا، الولايات المتحدة       | الظهور الأول في الوزن الخفيف.                         |

| السجل الاستعراضي |       |         |
| 3 نزال           | 3 فوز | 0 خسارة |
| بالإخضاع         | 3     | 0       |

| النتيجة | السجل | الخصم        | الطريقة               | الحدث                                  | التاريخ                     | الجولة | الوقت | المكان                              | الملاحظات                     |
| ------- | ----- | ------------ | --------------------- | -------------------------------------- | --------------------------- | ------ | ----- | ----------------------------------- | ----------------------------- |
| فاز     | 3–0   | غراي ماينارد | إخضاع (خنق المقصلة)   | المقاتل النهائي: فريق بولفر ضد فريق بن | 14 يونيو 2007 (تاريخ العرض) | 2      | 1:17  | لاس فيغاس، نيفادا، الولايات المتحدة | نصف نهائي المقاتل النهائي 5.  |
| فاز     | 2–0   | كوري هيل     | إخضاع (خنق المثلث)    | المقاتل النهائي: فريق بولفر ضد فريق بن | 7 يونيو 2007 (تاريخ العرض)  | 1      | 3:02  | لاس فيغاس، نيفادا، الولايات المتحدة | ربع نهائي المقاتل النهائي 5.  |
| فاز     | 1–0   | روب إيمرسون  | إخضاع (خنق خلفي عاري) | المقاتل النهائي: فريق بولفر ضد فريق بن | 19 أبريل 2007 (تاريخ العرض) | 2      | 4:45  | لاس فيغاس، نيفادا، الولايات المتحدة | جولة إقصاء المقاتل النهائي 5. |

## سجل الملاكمة الاحترافية
| 2 نزال      | 1 فوز | 1 خسارة |
| ----------- | ----- | ------- |
| قرار القضاة | 1     | 1       |

| #. | النتيجة | السجل | الخصم          | النوع  | الجولة، الوقت | التاريخ      | الموقع                                                       | الملاحظات |
| -- | ------- | ----- | -------------- | ------ | ------------- | ------------ | ------------------------------------------------------------ | --------- |
| 2  | فاز     | 1–1   | خورخي ماسفيدال | أغلبية | 10            | 6 يوليو 2024 | هوندا سنتر، آناهايم، كاليفورنيا، الولايات المتحدة            |           |
| 1  | خسر     | 0–1   | جيك بول        | إجماع  | 10            | 5 أغسطس 2023 | مركز الخطوط الجوية الأمريكية، دالاس، تكساس، الولايات المتحدة |           |

## نزالات الدفع مقابل المشاهدة

### فنون القتال المختلطة
| #  | الحدث        | القتال              | التاريخ        | المكان                     | المدينة                                  | المبلغ      |
| -- | ------------ | ------------------- | -------------- | -------------------------- | ---------------------------------------- | ----------- |
| 1. | يو إف سي 196 | ماكغريغور ضد دياز   | 5 مارس 2016    | إم جي إم جراند جاردن أرينا | لاس فيغاس، نيفادا، الولايات المتحدة      | 1،317،000   |
| 2. | يو إف سي 202 | دياز ضد ماكغريغور 2 | 20 أغسطس 2016  | تي موبايل أرينا            | لاس فيغاس، نيفادا، الولايات المتحدة      | 1،650،000   |
| 3. | يو إف سي 244 | ماسفيدال ضد دياز    | 2 نوفمبر 2019  | ماديسون سكوير جاردن        | مدينة نيويورك، نيويورك، الولايات المتحدة | لم يُكشف عنه |
| 4. | يو إف سي 279 | دياز ضد فيرغسون     | 10 سبتمبر 2022 | تي موبايل أرينا            | لاس فيغاس، نيفادا، الولايات المتحدة      | لم يُكشف عنه |

### الملاكمة
| # | التاريخ      | القتال      | الفوترة    | المبلغ  | الشبكة               | الإيرادات  |
| - | ------------ | ----------- | ---------- | ------- | -------------------- | ---------- |
| 1 | 5 أغسطس 2023 | بول ضد دياز | جاهز للحرب | 450،000 | دازون / إي إس بي إن+ | 27،000،000 |

## وصلات خارجية
- نات دياز على موقع يو إف سي (الإنجليزية)
- نات دياز على موقع شيردوغ (الإنجليزية)
- نات دياز على موقع Tapology.com (الإنجليزية)
- نات دياز على موقع IMDb (الإنجليزية)
- نات دياز على موقع قاعدة بيانات الفيلم (الإنجليزية)
- نات دياز على موقع كينوبويسك (الروسية)
- نات دياز على موقع كينوبويسك (الروسية)